# Krajevna skupnost Angel Besednjak
Krajevna skupnost Angel Besednjak (krajše KS Angel Besednjak) je nekdanja krajevna skupnost v Mariboru. Ime je dobila po slovenskem političnem delavcu Angelu Besednjaku. Sedež KS se je nahajal na Framski ulici 4 v Mariboru. 
KS Angel Besednjak je bila ustanovljena leta 1978 na podlagi izida referenduma o ustanovitvi novih KS na območju Občine Maribor-Tabor. Meja KS je potekala po železniški progi, Nasipni, Primorski, Fochovi, Betnavski ulico in Ulici Pariške komune. Leta 1996 se je z Odlokom o razdelitvi Mestne občine Maribor na mestne četrti in krajevne skupnosti priključil k območju Mestne četrti Tabor.